# Fabio Almeida de Jesus
Fabio Almeida de Jesus (sinh ngày 14 tháng 10 năm 1986) là một cầu thủ bóng đá người Brasil.

## Sự nghiệp câu lạc bộ
Fabio Almeida de Jesus đã từng chơi cho Shonan Bellmare.